# Midnite Vultures
Midnite Vultures är ett album av Beck, utgivet 1999. Albumet riktar sig mer i funk musik hållet än Becks andra album. Låtarna "Sexx Laws", "Mixed Bizness" och "Nicotine & Gravy" var släppta som singlar från albumet.

## Låtlista
Samtliga låtar skrivna av Beck, om annat inte anges.
Sida ett
1. "Sexx Laws" - 3:39
2. "Nicotine & Gravy" - 5:12
3. "Mixed Bizness" - 4:10
4. "Get Real Paid" - 4:20
5. "Hollywood Freaks" (Beck/The Dust Brothers) - 3:59
6. "Peaches & Cream" - 4:54

Sida två
1. "Broken Train" - 4:11
2. "Milk & Honey" (Beck/Buzz Clifford) - 5:19
3. "Beautiful Way" - 5:43
4. "Pressure Zone" - 3:06
5. "Debra" (Beck/The Dust Brothers/Ed Green) - 13:48